# Radlett
Radlett is een plaats in het Engelse graafschap Hertfordshire. Het dorp bevindt zich in het district Hertsmere. Het dorp telt 8034 inwoners.
In de Tweede Wereldoorlog trof een Duitse raket het dorpje en kwamen 17 mensen om. 